# Francesca Zino
Francesca Elizabeth Zino (Londres, 11 de febrero de 1975) es una deportista británica que compitió en remo.
Ganó una medalla de bronce en el Campeonato Mundial de Remo de 1997, en la prueba de ocho con timonel. Participó en los Juegos Olímpicos de Sídney 2000, ocupando el séptimo lugar en la misma prueba.

## Palmarés internacional
| Campeonato Mundial | Campeonato Mundial     | Campeonato Mundial | Campeonato Mundial |
| Año                | Lugar                  | Medalla            | Prueba             |
| ------------------ | ---------------------- | ------------------ | ------------------ |
| 1997               | Aiguebelette (Francia) | Medalla de bronce  | Ocho con timonel   |